# Mehedinți megye
Mehedinți (magyarul: Méhed vagy Mehádia, magyarosan: Mehedinc) Románia egyik megyéje. Székhelye Szörényvár. A megye neve valószínűleg a méhészkedésből származik, lásd a címert is.

## Földrajz
Románia délnyugati részén helyezkedik el, a Duna bal partján. Területe (2015 óta) 4942 km². Szomszédos megyék: délkeleten Dolj, északon Gorj, nyugaton Krassó-Szörény. Délen Szerbiával és Bulgáriával határos. A megyén áthalad az E70-es európai út, a Rajna–Majna–Duna-csatorna pedig összeköttetést biztosít a megyeszékhelynek Európa összes folyóparti városával.
Domborzata lépcsőzetes jellegű, legmagasabb részei észak-északnyugati irányban  vannak, és fokozatosan csökken dél-délkelet felé. Északnyugaton terül el a Mehádiai-hegység és a Orsovai-hegység, a közbülső lépcsó a Mehádiai-hátság, a Motru-dombság és a Bălăciţa-síkság, a legalacsonyabb a Blahnița-síkság. A magasabban fekvő területek medencéket zárnak közre. Legmagasabb pontja a Péter-csúcs (Vârful lui Stan) a Mehádiai-hegységben (1466 m).
Legfontosabb folyója a Duna, amely 192 kilométeres szakaszon határolja a megyét. Mehedinţi megye területén torkollik a Dunába a Cserna, Bahna, Topolniţa, Blahniţa és Drincea. A megye északkeleti részén található a Motru vízgyűjtő területe; mellékvizei a Coşuştea és Huşniţa.
Éghajlata mérsékelt, kontinentális, a Vaskapu-szoros és Szörényvár környékén mediterrán hatásokkal. Az éves középhőmérséklet 2012 és 2017 között 12,7-13,5 C volt;  ugyanebben az időszakban az éves csapadékmennyiség 476-1168 mm között.

## Népesség
1930 és 2011 között a lakosság száma az alábbiak szerint alakult:
| Lakosok száma | 282 440 | 304 788 | 304 091 | 310 021 | 322 371 | 332 673 | 306 732 | 265 390 | 234 339 |
|               | 1930    | 1948    | 1956    | 1966    | 1977    | 1992    | 2002    | 2011    | 2021    |

A 2011-es népszámlálás adatai szerint a megye 265 390 lakosának 89,3%-a román, 4,1%-a roma volt. Városokban élt a lakosság 46,8%-a.

## Gazdaság
Fejlett az energetikai szektor; a Dunán két nagy vízierőmű található (Vaskapu). Jelentős ágazatok még a fafeldolgozás és a gépgyártás (hajóépítés, vasúti gördülőanyag).
Mezőgazdasági termékek közül főleg gabonaféléket, ipari növényeket, szőlőt és gyümölcsöt termesztenek. Jelentős a szarvasmarha-, sertés- és juhtenyésztés. Fontos megélhetési lehetőséget biztosít a folyami halászat is (harcsa, sügér, ponty, csuka, süllő).
Északon szenet és rezet bányásznak, továbbá számottevő a bentonit, krómérc, azbeszt és mészkő kitermelése.

## Települések

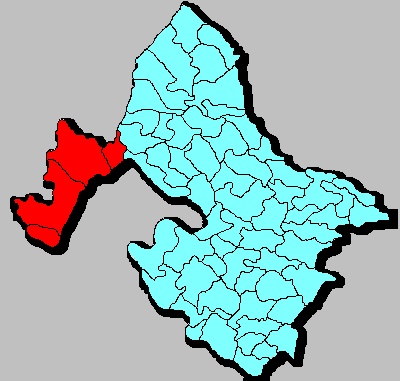
Mehedinți megye községei. A pirossal jelölt terület (Dubova, Jeselnica, Orsova és Szinice) a Bánság része és a trianoni békeszerződés előtt Magyarországhoz tartozott

A megyében 2 municípium, 3 város, 61 község és 344 falu van.
MunicípiumokSzörényvár (Drobeta-Turnu Severin), Orsova (Orșova)
VárosokStrehaia, Vânju Mare, Arámabánya (Baia de Aramă)
KözségekBala, Balta, Bălăcița, Bâcleș, Bâlvănești, Braniștea, Breznița-Motru, Breznița-Ocol, Broșteni, Burila Mare, Butoiești, Căzănești, Cireșu, Corcova, Corlățel, Cujmir, Dârvari, Devesel, Dumbrava, Dubova, Jeselnica (Eșelnița), Florești, Gârla Mare, Godeanu, Gogoșu, Greci, Grozești, Gruia, Hinova, Husnicioara, Ilovăț, Ilovița, Isverna, Izvoru Bârzii, Jiana, Livezile, Malovăț, Obârșia de Câmp, Obârșia-Cloșani, Oprișor, Pădina Mare, Pătulele, Podeni, Ponoarele, Poroina Mare, Pristol, Prunișor, Punghina, Rogova, Salcia, Sisești, Stângăceaua, Szinice (Svinița), Șimian, Șovarna, Tâmna, Vânători, Vânjuleț, Vlădaia, Voloiac, Vrata